# سونيك أند ذا سيكريت رينغز
سونيك أند ذا سيكريت رينغز (بالإنجليزية: Sonic and the Secret Rings)‏ هي لعبة فيديو منصات عام 2007 تم تطويرها بواسطة سونيك تيم ونشرتها سيجا لجهاز نينتندو وي. إنها لعبة من سلسلة القنفذ سونيك، وهي اللعبة الأولى لجهاز الوي، ويتبع سونيك مهمة لإيقاف الجني الشرير المسمى إيرازور ديجن. بالإضافة إلى طريقة اللعب الأساسية لمنصات سونيك السابقة، تستخدم اللعبة نظامًا من نقاط الخبرة والمستويات، بالإضافة إلى الحركات الخاصة التي يتم فتحها عن طريق تكملة اللعبة.
تم إصدار اللعبة بدلاً من محاولة فاشلة لنقل لعبة القنفذ سونيك 2006 إلى وي. ابتكر المنتج والكاتب والمخرج يوجيرو أوغاوا اللعبة للاستفادة من قدرات وي ريموت. اختار موضوع الليالي العربية، مستخدمًا العديد من عناصر القصص في بيئة اللعبة والشخصيات والموسيقى المتأثرة بالشرق الأوسط. غيرت سيجا عنوان اللعبة عدة مرات، حيث تم الإعلان عنها في الأصل باسم سونيك وايلد فاير، قبل أن تستقر على اسم سونيك اند ذا سيكريت رينغز لربطها بموضوع الليالي العربية.
عند الإصدار، تلقت سيكريت رينغز متوسط التقييمات. أشار المراجعون بأسلوبها المرئي واعتبروا اللعبة ككل تحسينًا عن الإدخالات السابقة، لكنهم انتقدوا عناصر التحكم فيها، والتي ادعى البعض أنها استغرقت وقتًا للتعود عليها، وصعوبة غير متسقة. أصدرت سيجا تكملة في عام 2009، سونيك أند ذا بلاك نايت؛ اللعبتان المعروفان باسم سلسلة سونيك ستوريبوك. تم إلغاء إدراج اللعبة من بائعي التجزئة في عام 2010، بعد قرار سيجا بإزالة جميع عناوين سونيك ذات درجات ميتاكريتيك دون المتوسط من أجل زيادة قيمة العلامة التجارية. .

## نظام اللعب
لعبة سونيك أند ذا سيكريت رينغز هي لعبة منصات ثلاثية الأبعاد ولعبة حركة تتميز بأسلوب حركة على القضبان. القنفذ سونيك، الشخصية الرئيسية في السلسلة، هي شخصية اللاعب الوحيد في اللعبة. يتم التحكم فيه حصريًا باستخدام وي ريموت، والذي يتم الاحتفاظ به أفقيًا مثل وحدات التحكم التقليدية. يضبط اللاعبون حركته إلى الأمام عن طريق إمالة وحدة التحكم. يسير في طريق محدد سلفا. يقفز اللاعبون ويكبحون باستخدام أزرار الوجه المقابلة. ودفع وي ريموت إلى الأمام يسمح لسونيك بتنفيذ هجوم موجه، وهي حركة في الجو تستهدف وتضر الأعداء في طريقه.
كما هو الحال في الألعاب الأخرى في السلسلة، يجمع القنفذ سونيك الحلقات المنتشرة في جميع المستويات؛ يؤدي الاتصال ببعض العوائق والأعداء إلى تشتيتهم بعيدًا، ويموت سونيك إذا لمس عدوًا دون أي حلقات. على عكس العناوين السابقة، لا تحتوي سيكريت رينغز على عداد حياة أو لعبة فوق الشاشة، ولكن بدلاً من ذلك يظهر سونيك مرة أخرى عند آخر نقطة تفتيش تمت زيارتها بعد الموت، على الرغم من أنه سيتعين على اللاعب إعادة المهمة إذا فشل في هدف محدد. تحتوي اللعبة على 110 مهمة (بما في ذلك معارك الزعماء) على مدار ثمانية مستويات. يتم فتح مهام جديدة، ومشاهد سينمائية، وأحيانًا مستويات جديدة من خلال إكمال المهام. تكسب المهام الناجحة نقاط خبرة سونيك، والتي تعمل على تطويره في المستويات.
لدى سونيك 104 حركة خاصة تسمى «المهارات» التي يتم فتحها عند رفع المستوى أو الوصول إلى نقاط معينة في القصة. يمكن للاعب توزيع هذه المهارات على أربع «حلقات مهارة»، والتي يختارها اللاعب قبل بدء المهمة. يمكن أن تزود المهارات سونيك بقدرات حركية ودفاعية وهجومية محسنة، بالإضافة إلى الهجمات الخاصة. تستخدم المهارات بشكل عام عن طريق استنفاد «مقياس الروح»، والذي يتم ملؤه ببطء عن طريق جمع اللآلئ المنتشرة في جميع أنحاء المستويات. المهارات الملحوظة التي يمكن أن يحصل عليها سونيك هي «سبيد بريك»، والتي تزيد سرعته بشكل كبير، و «تايم بريك» الذي يبطئ الوقت، مما يسمح للاعب بتفادي العقبات بسهولة أكبر.
تتميز سيكريت ريغنز بثلاثة أوضاع للعبة: «المغامرة» و «بارتي» و «سبيشال بوك». يتم لعب القصة في وضع المغامرة. يتميز وضع بارتي باللعب متعدد اللاعبين لما يصل إلى أربعة لاعبين في وقت واحد، حيث يتنافس اللاعبون في دورة تعتمد على الأدوار لألعاب صغيرة تعتمد على التحكم في الحركة. يعرض وضع «الكتاب الخاص» 225 من المكافآت القابلة للفتح للعبة، والتي تم ربحها من خلال إكمال المستويات بسرعة وجمع «أرواح النار» - أجسام نارية صغيرة منتشرة في جميع أنحاء المستويات. هذه المكافآت هي الأفلام الوثائقية التطويرية، والمقابلات، وفن المفاهيم، والقصص داخل اللعبة، وموسيقى الألعاب.

## الحبكة

### الشخصيات
سونيك هو بطل اللعبة، وصاحبه طوال المباراة هو شهره، «جني الحلبة». عدوهم هو إيرازور الجن، الجني الذي يطمح إلى محو كتاب ألف ليلة وليلة. لقد كان ذات مرة جني المصباح من قصة علاء الدين والمصباح السحري، الذي عوقب على الآثام وسجن في مصباحه حتى منح رغبات ألف شخص. فعل إيرازور ذلك، واكتسب كراهية متجددة للإنسانية وقرر السيطرة على العالم. تظهر العديد من شخصيات مسلسلات سونيك في شكل شخصيات من ألف ليلة وليلة، مثل مايلز "تيلز" براور مثل علي بابا، وناكلز في دور سندباد البحار، والدكتور إغمان في دور شهريار. على الرغم من أن سونيك يتعرف عليهم كمعارف قديمة، إلا أنهم لا يتعرفون عليه، وتصر شهررة على أن تصور سونيك خاطئ.

### القصة
بعد قراءة ألف ليلة وليلة، تنام سونيك لتوقظها شهره. توضح أن إيرازور تمحو صفحات ألف ليلة وليلة وتطلب من سونيك مساعدتها وهو ما يوافق عليها. يرتدي خاتمًا يجعله سيد شهره ويمنحه القدرة على طلب أي رغبات في حدود سلطتها؛ ثم يدخل الكتاب. سونيك وشهرة يواجهان إيرازور في الداخل. يخبرهم عن نيته البحث عن سبع قطع أثرية تسمى الحلقات العالمية، والتي تدعي شهره أنها غير موجودة. ايرازور يطلق سهم النار على شهره، لكن سونيك يأخذها لها. يخبر إيرازور سونيك بشكل انتهازي بأنه سيزيل السهم إذا قام سونيك بجمع حلقات العالم من أجله. إذا لم يفعل سونيك ذلك قبل أن تنطفئ الشعلة، فإن «حياته خاسرة». سونيك وشهرة يشرعان في السعي لاستعادة الحلقات العالمية. خلال هذا المسعى، تعلموا أنه يجب التضحية بمن يجمع الخواتم لإنشاء رابط بين عالم الليالي العربية والعالم الحقيقي، كما أن الحلقات نفسها مختومة بمشاعر مختلفة. في مكان آخر من المهمة، أعطت شهرا مصباح سونيك إيرازور لاستخدامه كملاذ أخير.
بعد أن تمكن سونيك من الحصول على الحلقات العالمية، يقنع إيرازور شهرًا بمنحها له. لمحاولة إبعادهم عن أيدي إيرازور، تتمنى سونيك أن تفعل شهرا ما تعتقد أنه حقًا صحيح، وتنهار على الأرض بينما يتصدع عقلها بسبب مشاعرها المتضاربة. يحاول إيرازور التضحية بـ سونيك من أجل فتح البوابة بين العوالم، ولكن في خطوة انتحار إيثاري، قاطع شاهراه الهجوم، وأنقذ سونيك وطلب العفو قبل أن يموت بين ذراعيه. بدون سونيك كعرض مناسب، يتحول إيرازور إلى ألف ليلة وليلة الوحشي، عازمًا الآن على إعادة صنع الليالي العربية في صورته قبل الانتقال إلى عالم سونيك. سونيك يمتص حلقات الحزن والغضب والكراهية العالمية - المشاعر التي كان يشعر بها في ذلك الوقت - ويتحول إلى سونيك داركسبين، نسخة أكثر قتامة وأكثر عنفًا منسوبر سونيك، مما يمنحه القدرة على هزيمة ألف ليلى وليلى، ولكن إيرازور يتفاخر لاحقًا بأنه خالد وسيعود دائمًا. يكشف سونيك بعد ذلك أنه يمتلك مصباح إرازور، ويتمنى أن يعيد إيرازور الحياة لشهرا، ويعيد الكتاب إلى حالته الأصلية، ويظل محاصرًا في مصباحه إلى الأبد. يرفض إرازور القيام بذلك، لكنه عاجز أمام قوة مصباحه. بعد منحه الأمنية الثالثة، ناشد إيرازور شهررة أن توقف سونيك وتنقذه، لكنها رفضت، وتركته يُشرب في مصباحه. ثم انفجرت الدموع في شهرى، ويتمنى سونيك الحصول على جبل من المناديل لمساعدتها في بكاءها. ثم يتخلص سونيك من المصباح في حفرة من الحمم البركانية في مستوى تم استكشافه مسبقًا. يتصفح سونيك الكتاب حتى يجد طريقًا إلى المنزل. يذكر شهره أن قصته ستبقى في الأذهان إلى الأبد في صفحات ألف ليلة وليلة، وقوائم الاعتمادات. صورة عنوان «علاء الدين والمصباح السحري» في الكتاب ثم تتغير إلى عنوان اللعبة نفسها.

## التقييم
| التقييم |           |
| --- | --------- |
| مجموع النقاط المجموع نقاط ميتاكريتيك 69/100 نتائج المراجعة نشرة نقاط 1أب.كوم B كمبيوتر آند فيديو غيمز 8.2/10 إلكترونك غيمينغ مونثلي 6.5/10 يورو غيمر 8/10 غيم إنفورمر 5.5/10 غيم سبوت 7.6/10 غيم سباي آي جي إن 6.9/10 نينتندو باور 8.5/10 مجلة نينتندو الرسمية 81% |           |
| مجموع النقاط |           |
| المجموع | نقاط      |
| ميتاكريتيك | 69/100    |
| نتائج المراجعة |           |
| نشرة | نقاط      |
| 1أب.كوم | B         |
| كمبيوتر آند فيديو غيمز | 8.2/10    |
| إلكترونك غيمينغ مونثلي | 6.5/10    |
| يورو غيمر | 8/10      |
| غيم إنفورمر | 5.5/10    |
| غيم سبوت | 7.6/10    |
| غيم سباي | 3/5 stars |
| آي جي إن | 6.9/10    |
| نينتندو باور | 8.5/10    |
| مجلة نينتندو الرسمية | 81%       |

حصلت سونيك أند ذا سيكريت رينغز على درجة 69/100 من ميتاكريتيك؛ يصنف الموقع نتيجته على أنها «مختلطة أو متوسطة». اللعبة مرسومة بشكل جيد. كانت اللعبة الحادية عشرة الأكثر مبيعًا في فبراير 2007 على مستوى العالم، والثالثة لجهاز الـ وي. أثبتت أنها لعبة وي الأكثر مبيعًا  والخامسة بين جميع المنصات في المملكة المتحدة. في أمريكا الشمالية، حصلت اللعبة على المركز الثالث عشر بشكل عام، والرابع لجهاز وي، مع 83000 نسخة. في يونيو ويوليو وأغسطس 2007، كانت سونيك أند ذا سيكريت رينغز هي اللعبة الرابعة والثالثة والسابعة الأكثر مبيعًا لجهاز الوي، على التوالي. تلقت اللعبة جائزة المبيعات «البلاتينية» من جمعية ناشري برامج الترفيه والتسلية (ELSPA)، مما يشير إلى مبيعات 300000 نسخة على الأقل في المملكة المتحدة.
شعر النقاد بأن سيكريت رينغز كانت بمثابة تحسن عام عن ألعاب سونيك الأخيرة، التي انخفضت شعبيتها واستقبالها النقدي. وفقًا لـ إمباير، التي أعطت اللعبة 3/5 نجوم، فإن سيكريت رينغز «تستعيد المزيج المذهل من المنصة والسباقات التي جعلت السلسلة مشهورة» أثناء «إصلاح طريقة اللعب المتقطعة التي شابت الإصدارات الحديثة» وعرض «أفضل الرسومات على وي أن تقدم هذا الجانب على زيلدا». ومع ذلك، فإن «عناصر التحكم البطيئة في بعض الأحيان والكاميرا المتقطعة داخل اللعبة تعني أن ظهور سونيك على الوي بعيد كل البعد عن الكمال.» ذكرت إلكترونك غيمينغ مونثلي أنها «تقوم بعمل لائق في إيقاف النزيف الناجم عن لعبة سونيك على أجهزة إكس بوكس 360 / بلاي ستيشن 3 / بلاي ستيشن بورتبل»، وShane Bettenhausen من 1أب.كوم كتب أن سلسلة سونيك كانت«بالتأكيد في تحسن» بعد أن عانت من ألعاب أسوأ بشكل تدريجي بعد إطلاق سونيك أدفنشر. وافق باتريك جوينت من غيم سباي على ذلك، وكتب أن سونيك «أعيد إحيائه إلى وجود مترنح». قام مات كاساماسينا من آي جي إن وكريس شيبرد من نينتندو باور وجريج مولر من غيم سبوت بتسمية اللعبة أفضل لعبة سونيك ثلاثية الأبعاد، لكنهم انتقدوا بقية ألعاب سونيك ثلاثية الأبعاد بشكل عام. أشاد Rob Fahey من يورو غيمر باللعبة لاستخدامها سونيك باعتبارها الشخصية الوحيدة التي يمكن اللعب بها.
تلقى تصميم مستوى اللعبة آراء متباينة. فضل Joynt المستويات السريعة وشعر أن تلك التي تتطلب من اللاعبين «التحرك بعناية» تنتقص من التجربة. أشاد Bettenhausen بالجاذبية المرئية لـ سيكريت رينغز وقارنها بلعبة ريزدنت إيفل 4، وهي لعبة أشاد بها النقاد بسبب صورها. وافق Casamassina على أن «فريق سونيك قد فعل الكثير مع [المستويات السبعة]»، وأثنى على تباين المهام والمستويات الجمالية. لكنه انتقد وضع العقبات. ندد فاهي بـ «النقاط العمياء التي يمكن تجنبها والقفزات الإيمانية التي يمكن تجنبها»، ووجد أن عدد المراحل وإعادة استخدامها في مهام متعددة «أمر مقلق بعض الشيء». واعترف بأنها أضافت إلى قيمة إعادة تشغيل اللعبة، بمقارنة المستويات بالمسارات في ألعاب السباقات.
التحكم وحركة الكاميرا المعنية بالمراجعين. وصف بيتنهاوزن عناصر التحكم بأنها «طائشة في البداية - زخم سونيك يستغرق بعضًا من التعود عليه، ومحاولة الرجوع إلى الخلف أمر مؤلم - ولكن تصبح أكثر طبيعية وانسيابية عندما تتأقلم مع الحركة سريعة الوتيرة والمضطربة.» قدم كازاماسينا ومولر آراء مماثلة، بينما انتقد شيبرد زاوية الكاميرا المنخفضة للعبة ونظام الاستهداف التعسفي. رفض Bettenhausen وضع اللعب المتعدد على أنه تكيف فاشل لسلسلة ماريو بارتي. وافق فاهي، مضيفًا أن وضع سباق متعدد اللاعبين كان من الأفضل أن يكون أفضل من الألعاب المصغرة «العرجاء». قارن Casamassina الألعاب بتلك الموجودة في Super Monkey Ball: Banana Blitz: «فقط حفنة منها تبرز حقًا والبعض الآخر بلا جدوى، ولكن من المحتمل أن يكون اللاعبون بشكل عام سعداء بإدراجها». وافق شيبرد، لكنه شجب ضرورة «تشغيل وضع القصة على نطاق واسع لفتح بعض أفضل ميزات وضع الحفلة.»

## روابط خارجية
- سونيك أند ذا سيكريت رينغز على موقع IMDb (الإنجليزية)